# Opaion

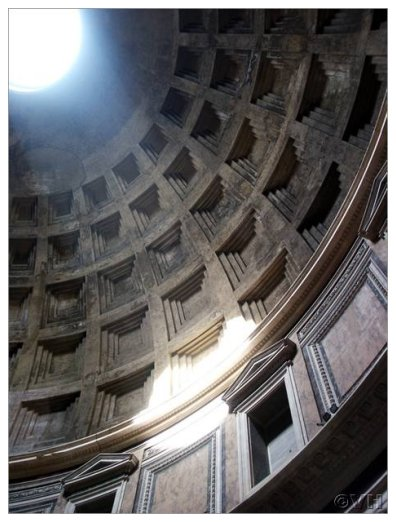
Opaion, Római Pantheon

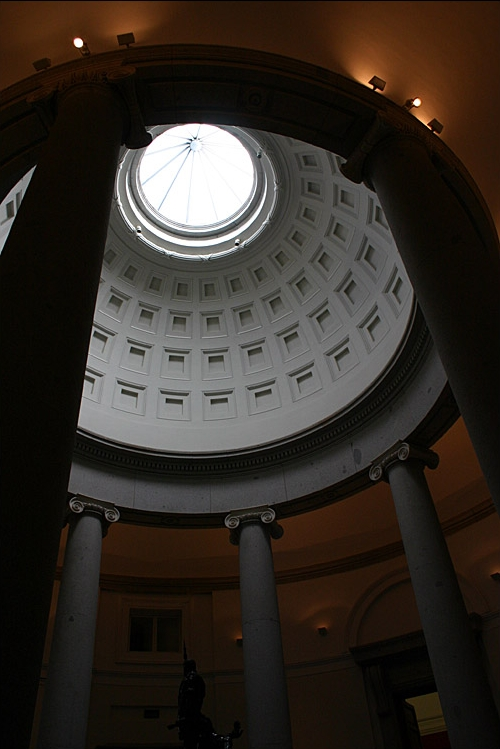
Opaion, Madrid, Prado

Az opaion az építészetben a szemre hasonlító elem.

## Leírása
Az opaion az építészetben, különösen a reneszánsz kor óta használt kerek vagy ovális ablak (pl. az ökörszemablak), illetve a kupolák tetején, illetve legmagasabb pontján kialakított kerek nyílás.  
Az idősebb kupolás épületekben az opaionhoz hasonló megvilágítási forma még az úgynevezett lámpa, amely a kupola szeme fölé épített törött struktúra. Hasonlóan egy opaionhoz, az úgynevezett "lámpa" is a kupola belső megvilágítására szolgál. A lámpán keresztül érkező napvilág sokkal megnyugtatóbb, mint nyílt opaionnal, védelmet nyújt az időjárás hatásaival szemben is.
Megnevezései még: kupola szem, vagy szem.

## Galéria

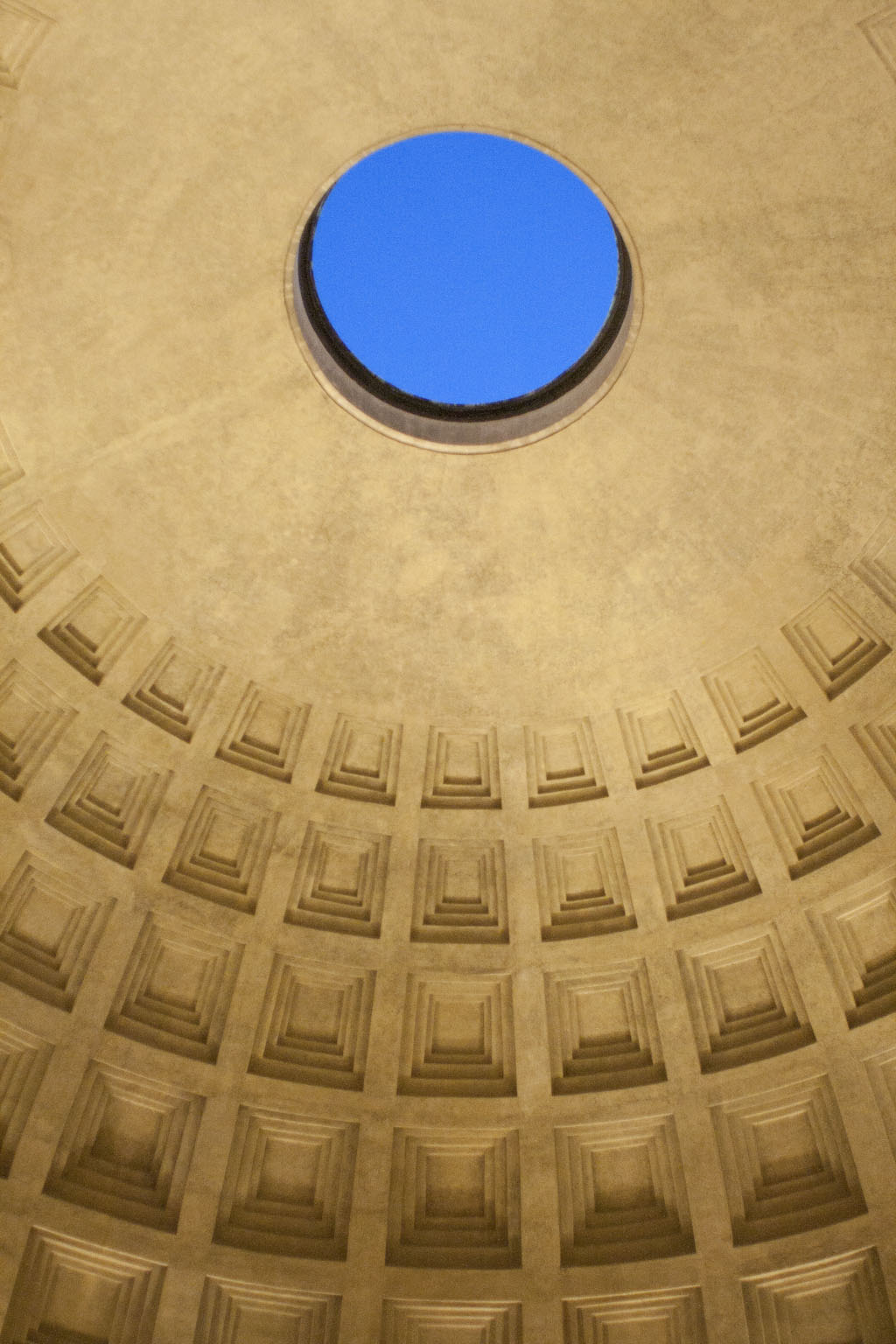
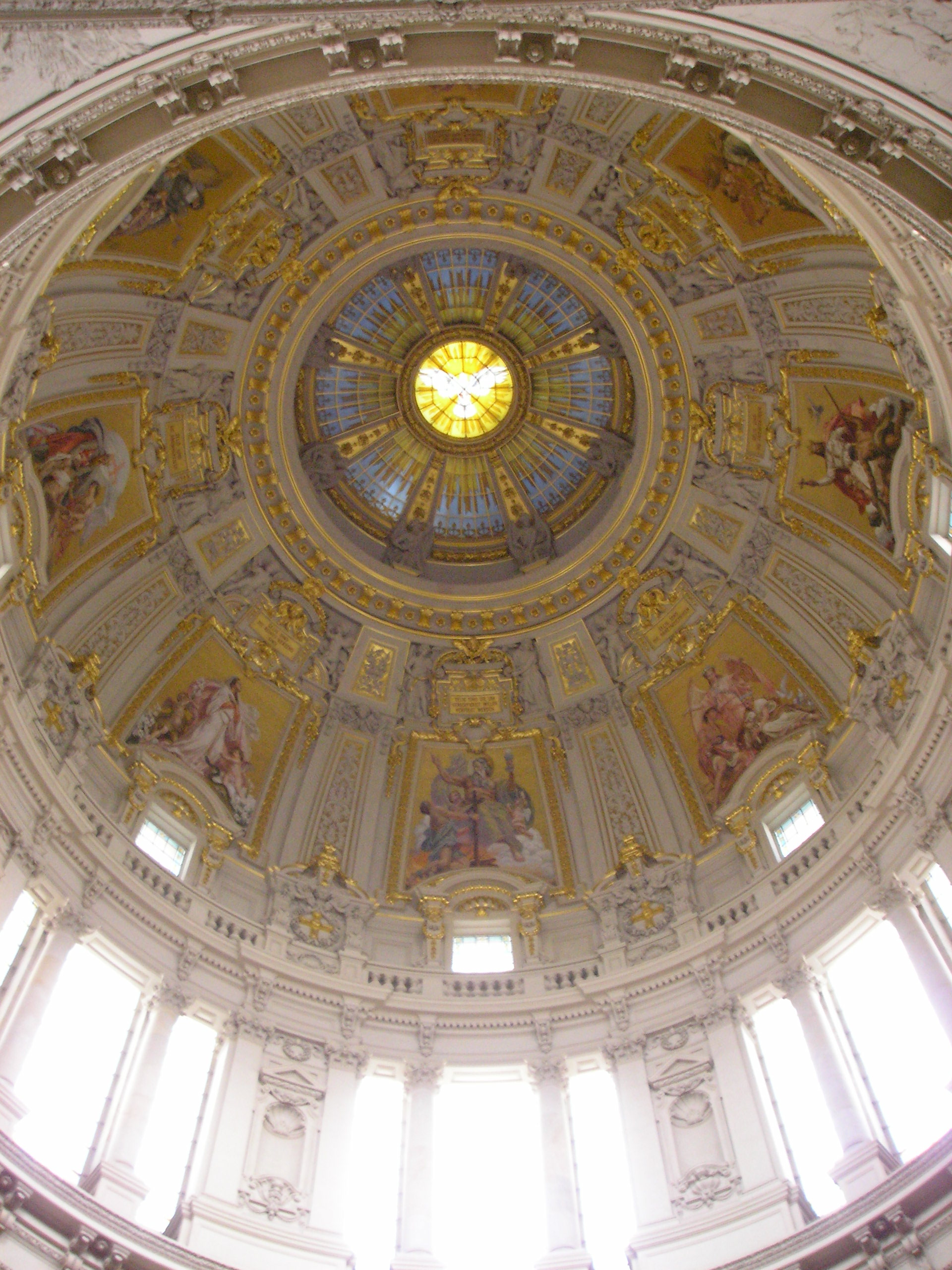
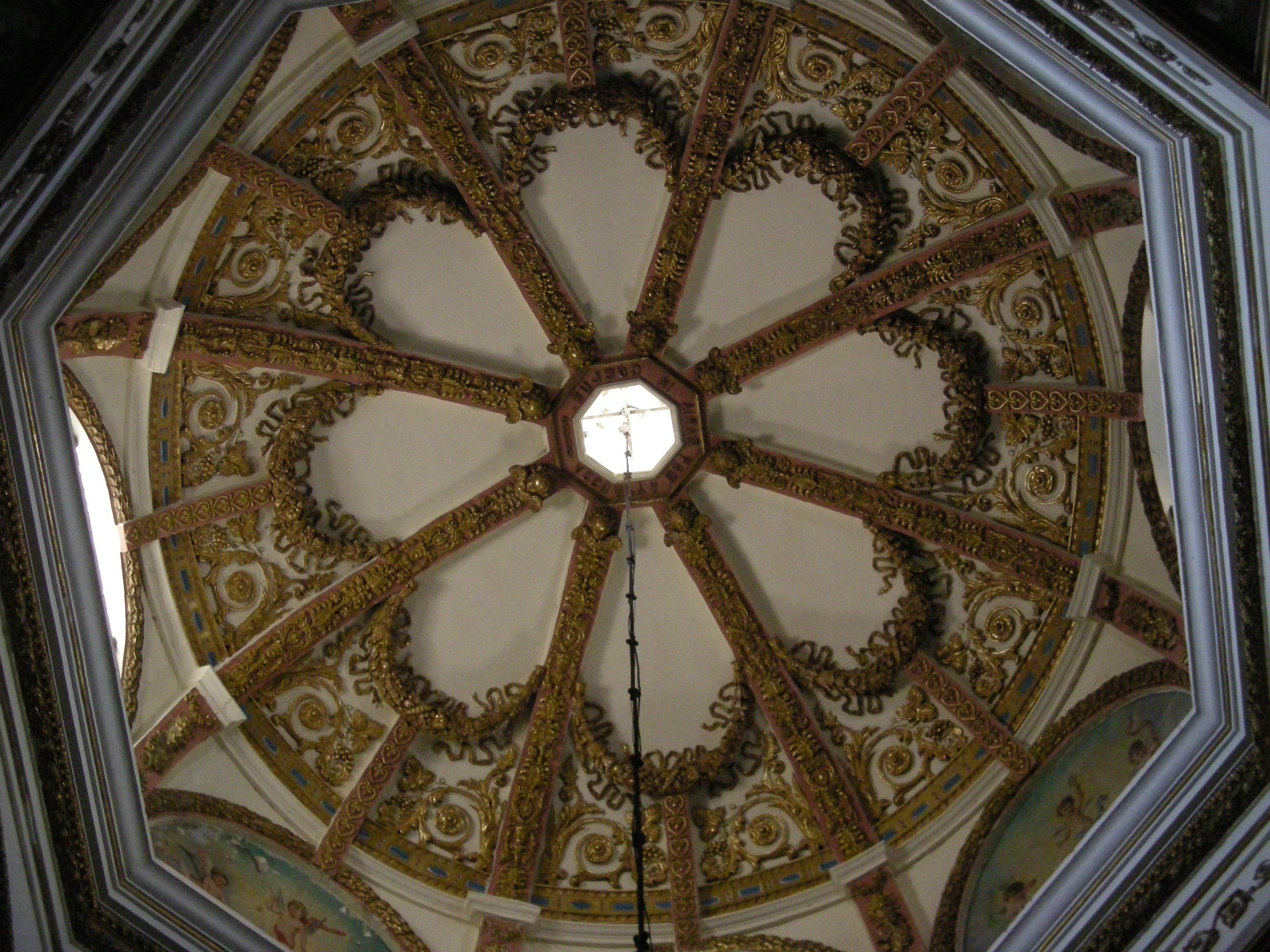
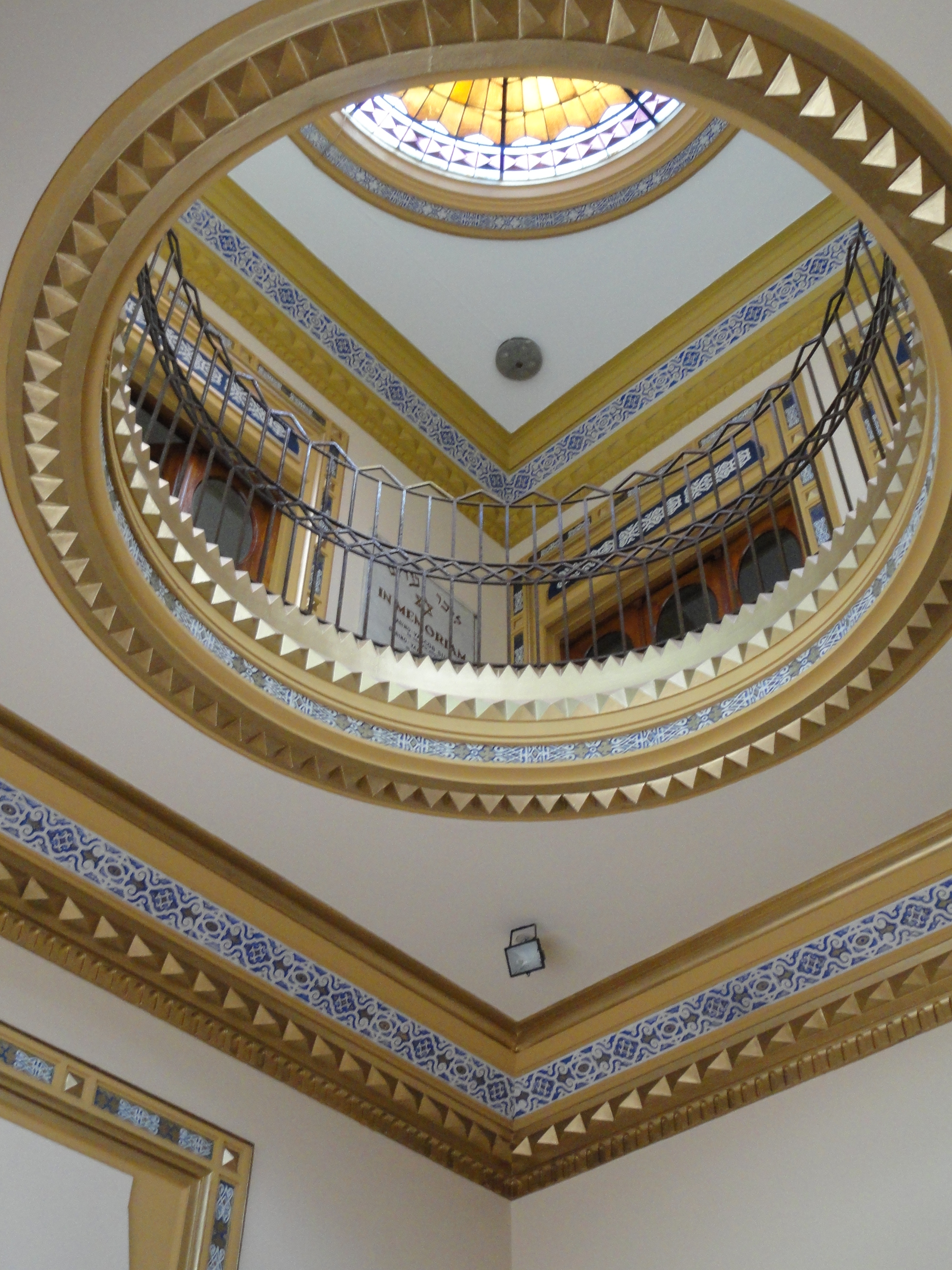
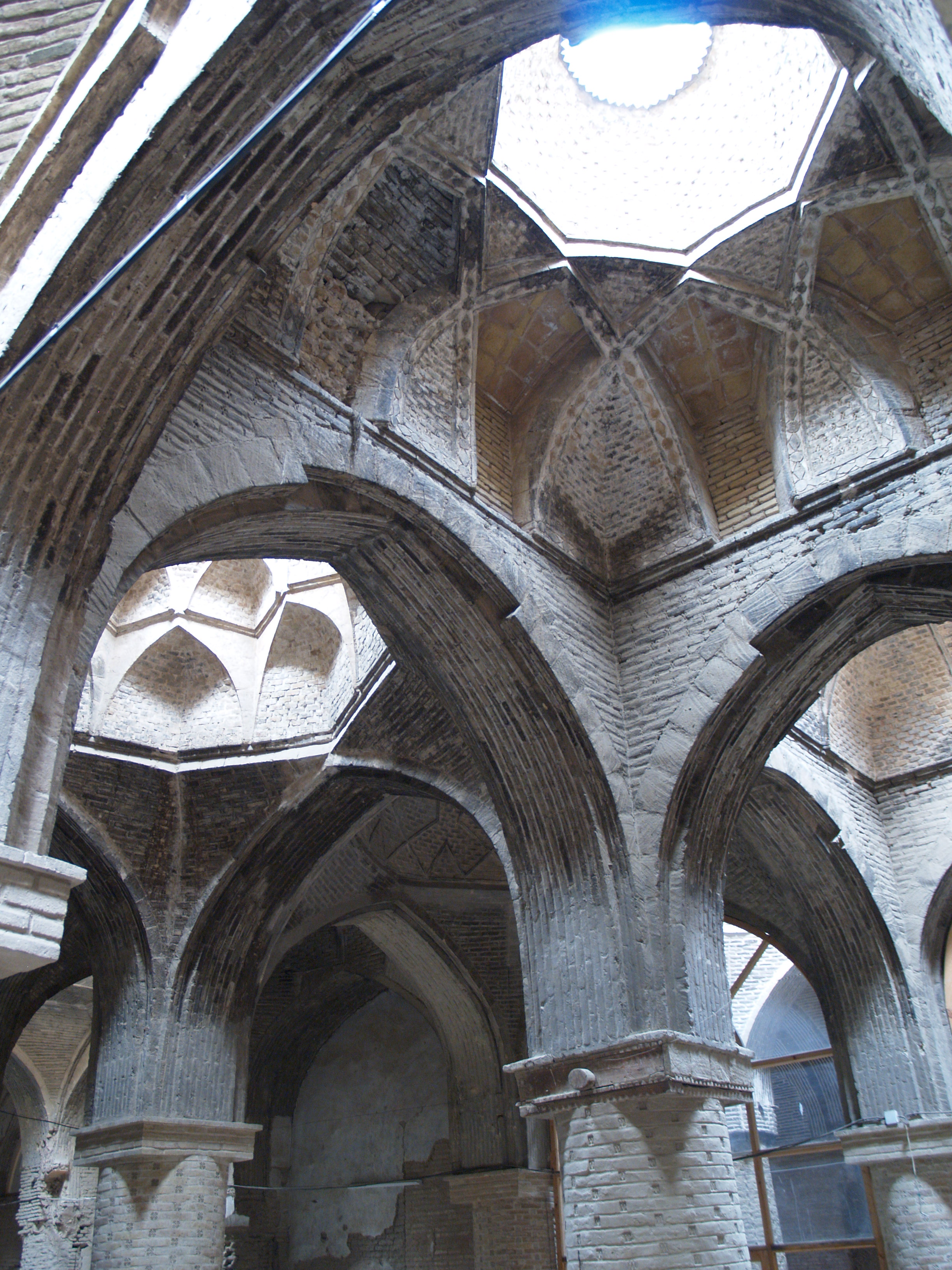
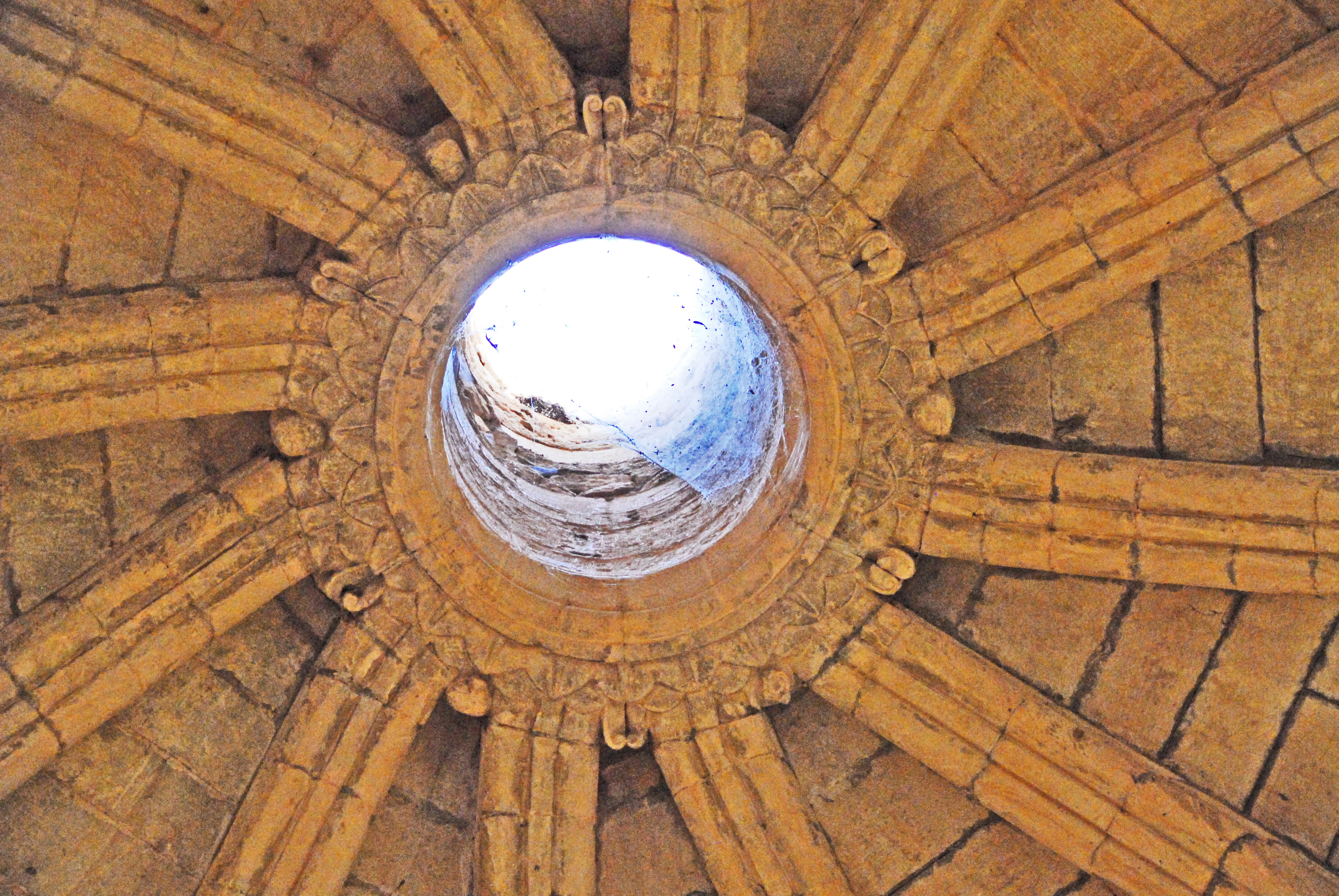
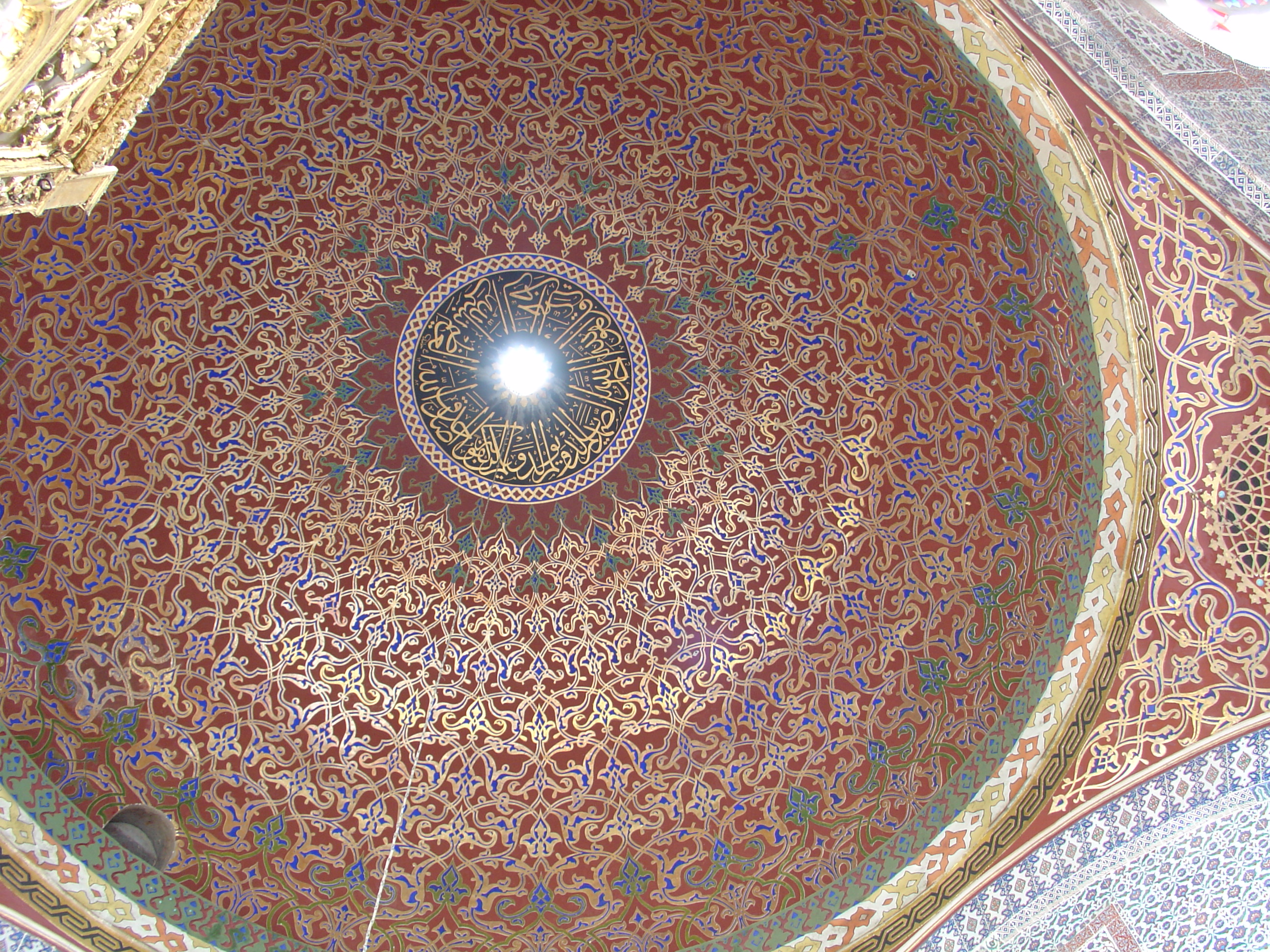
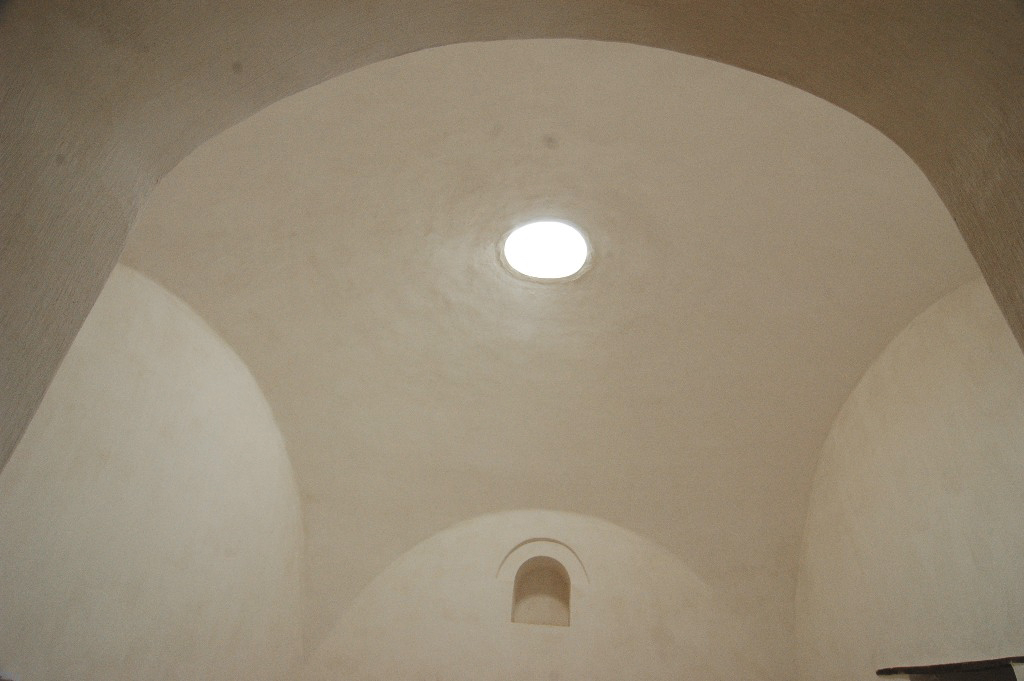
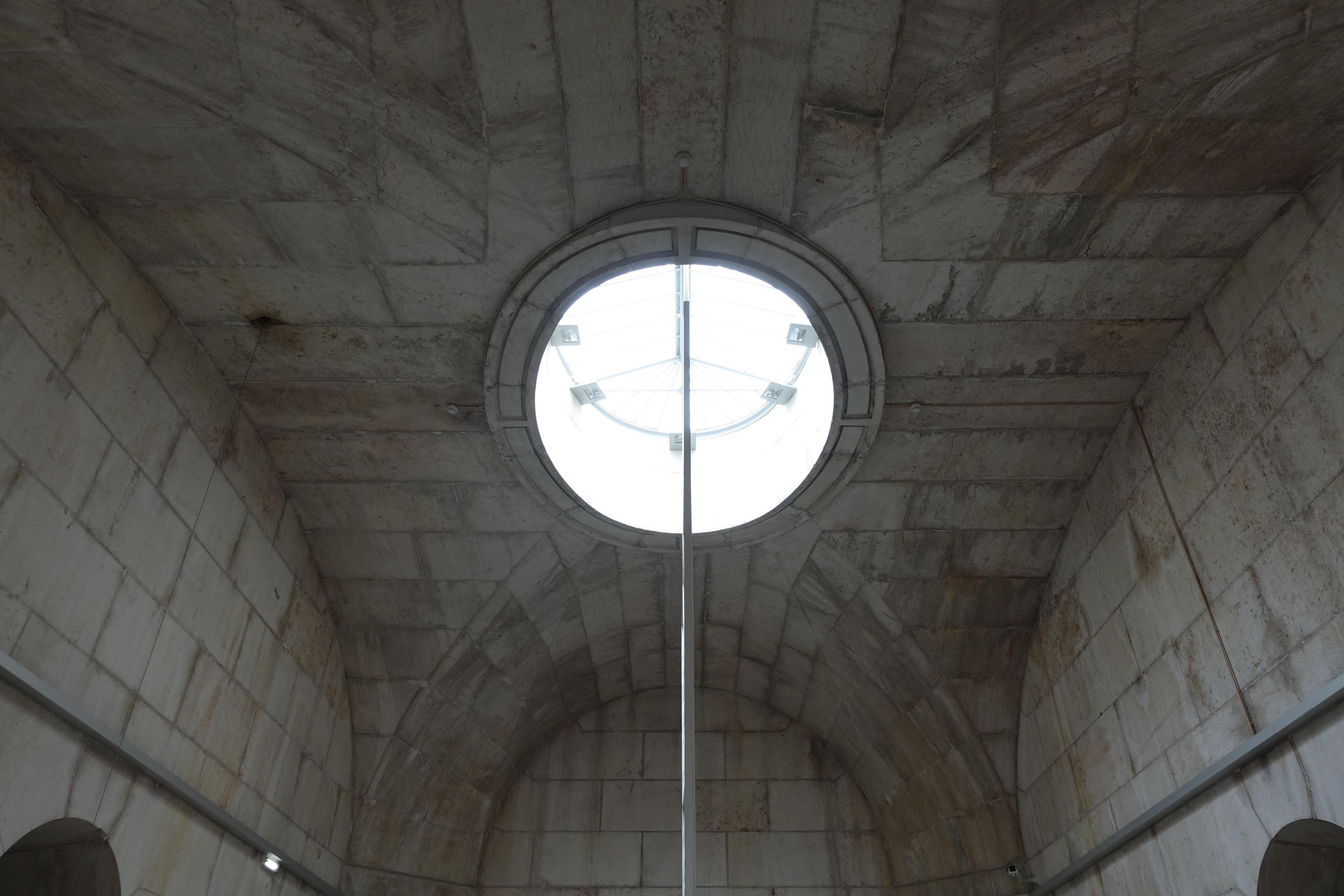
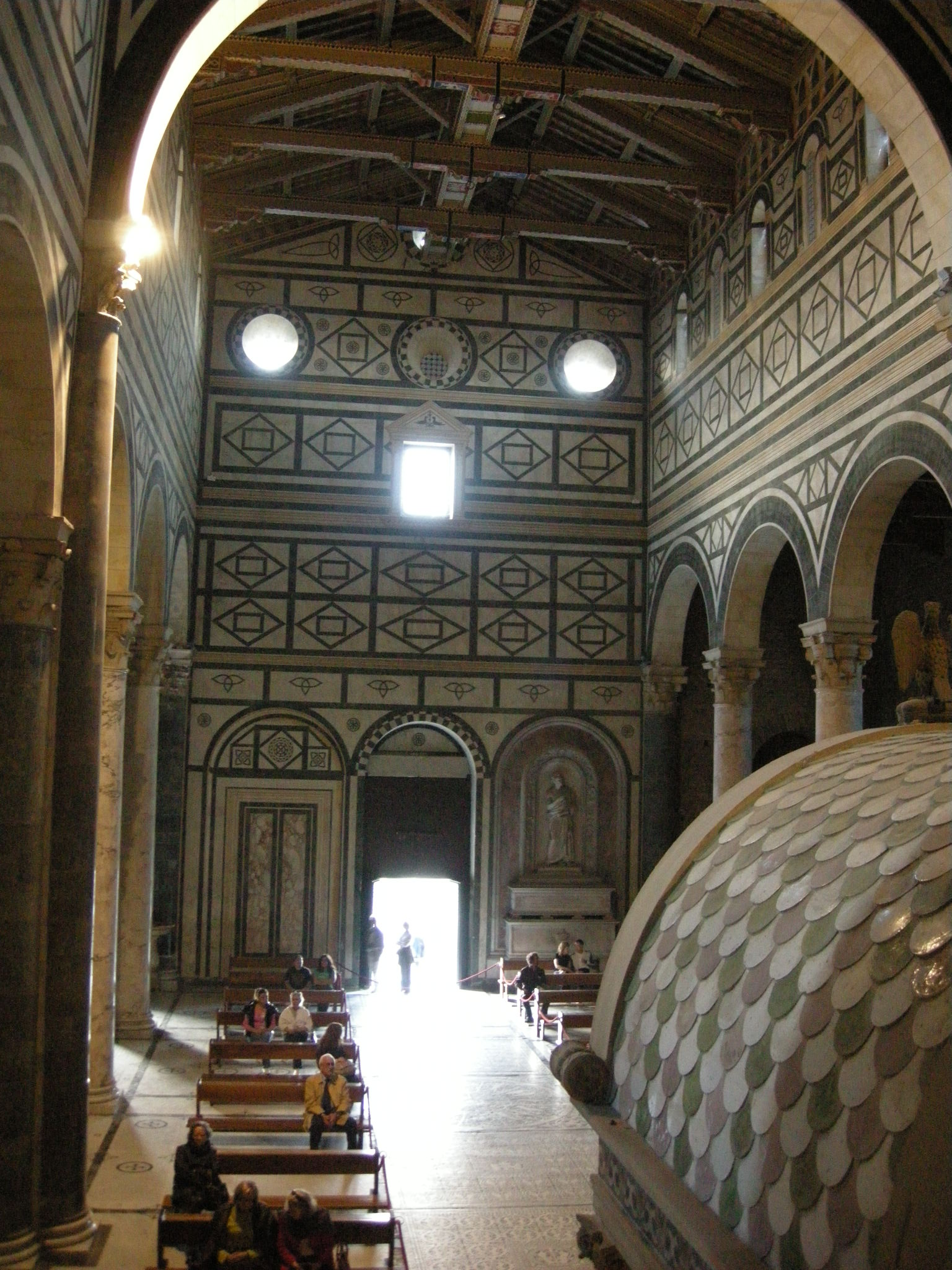
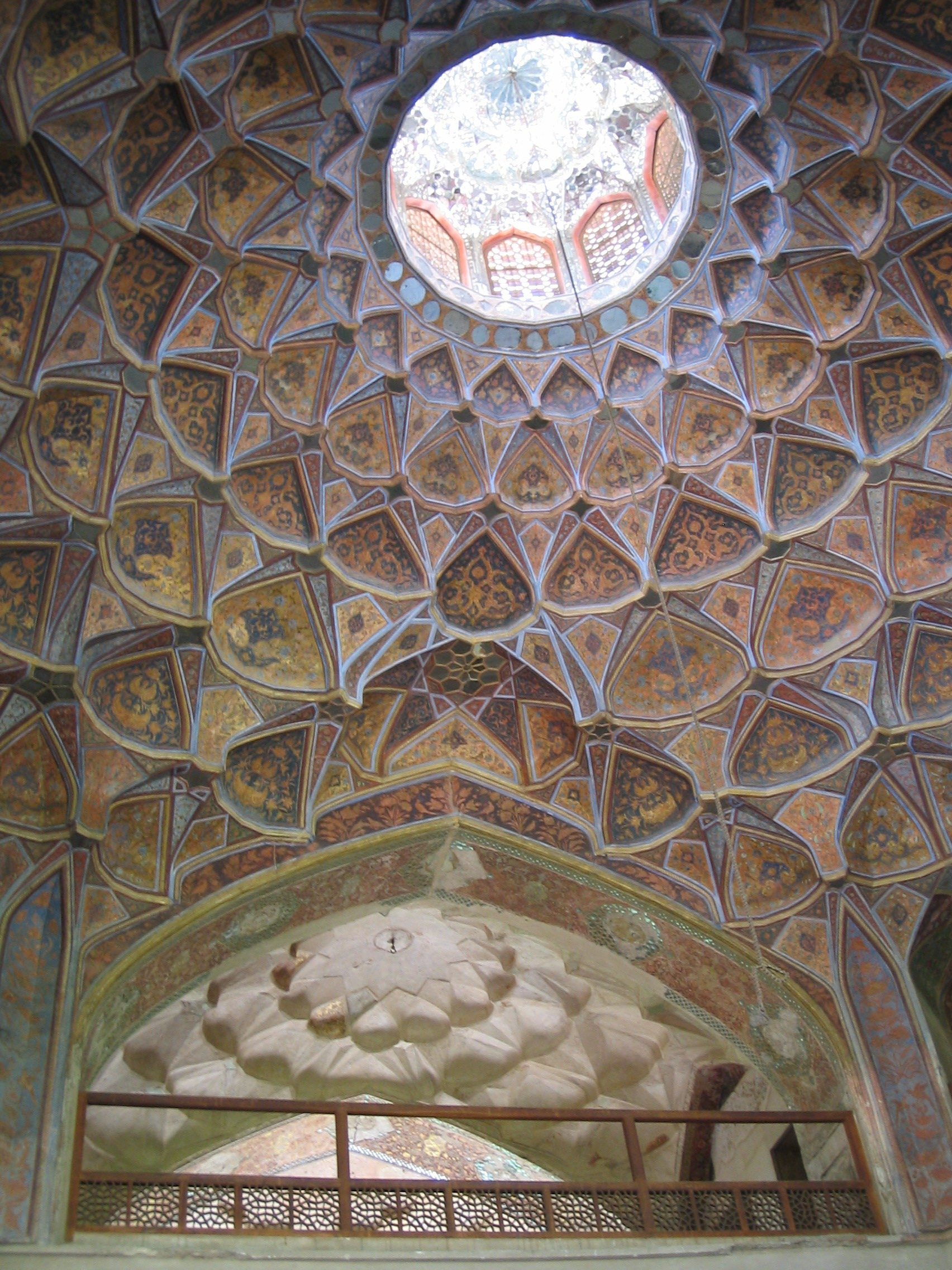
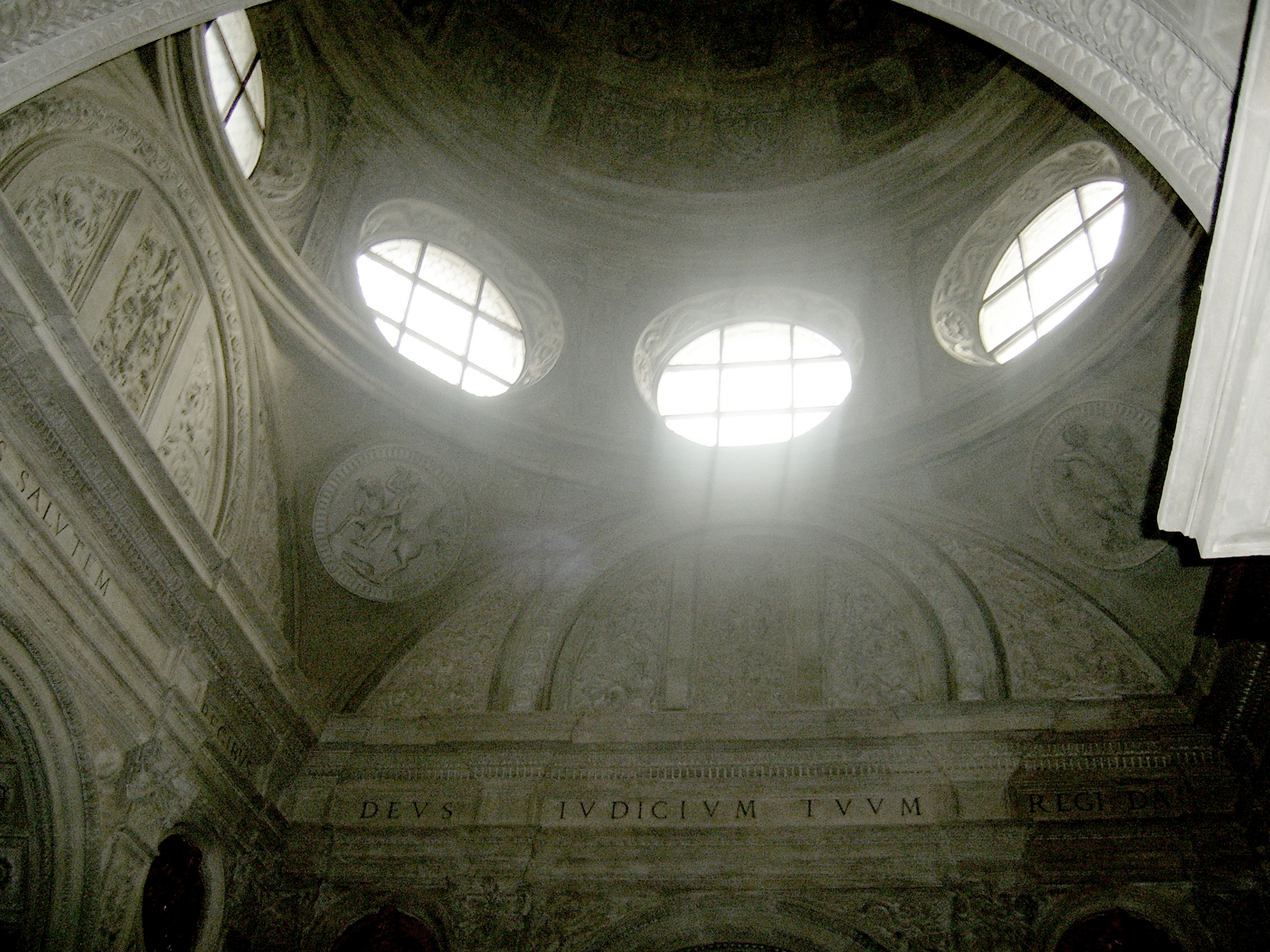
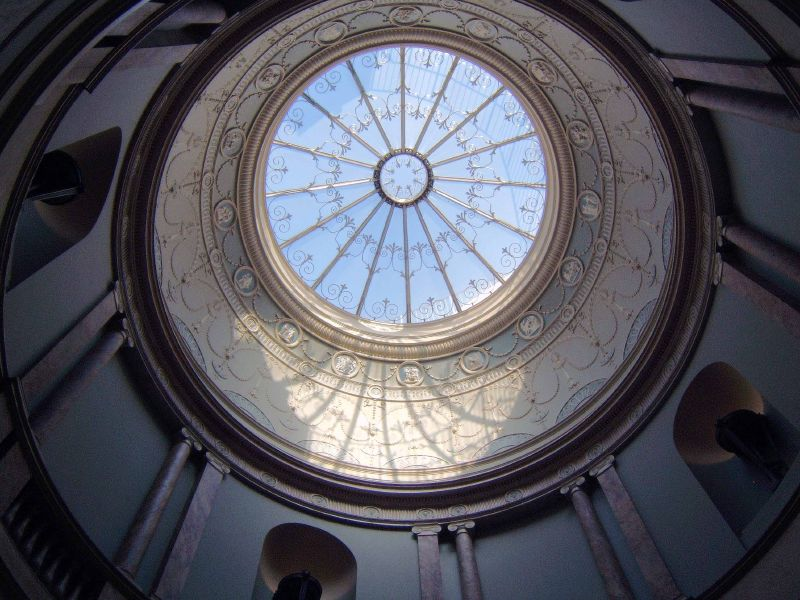
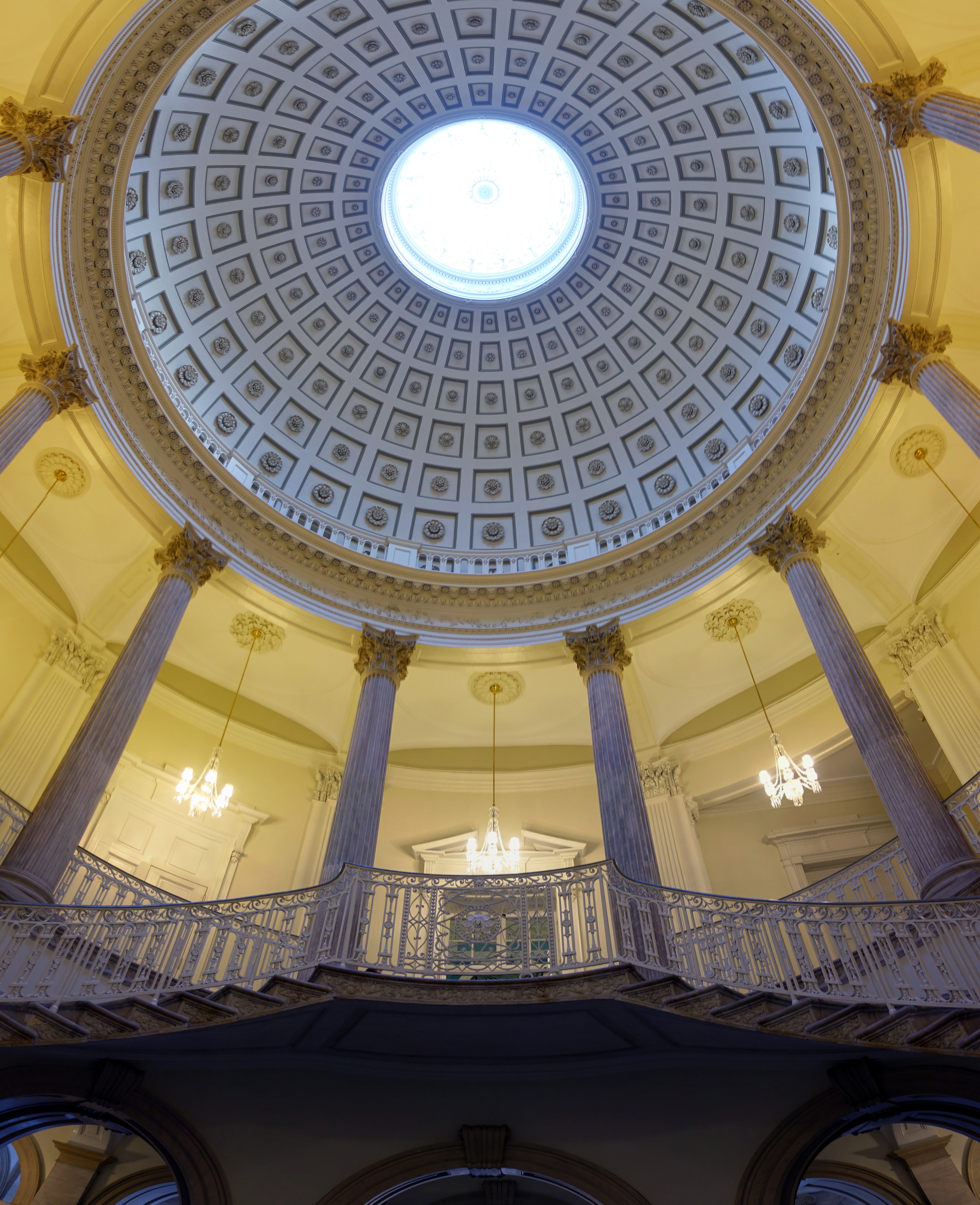
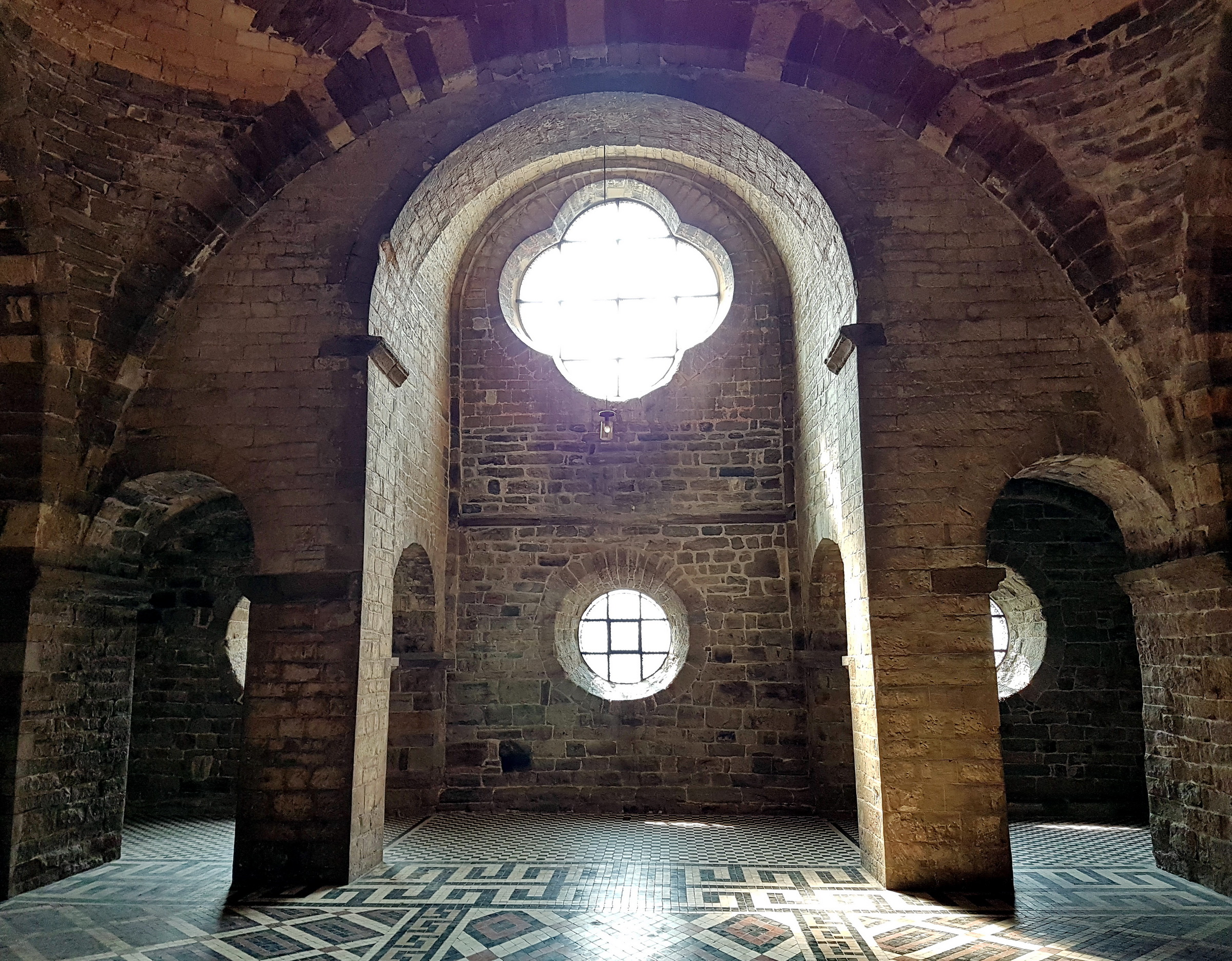
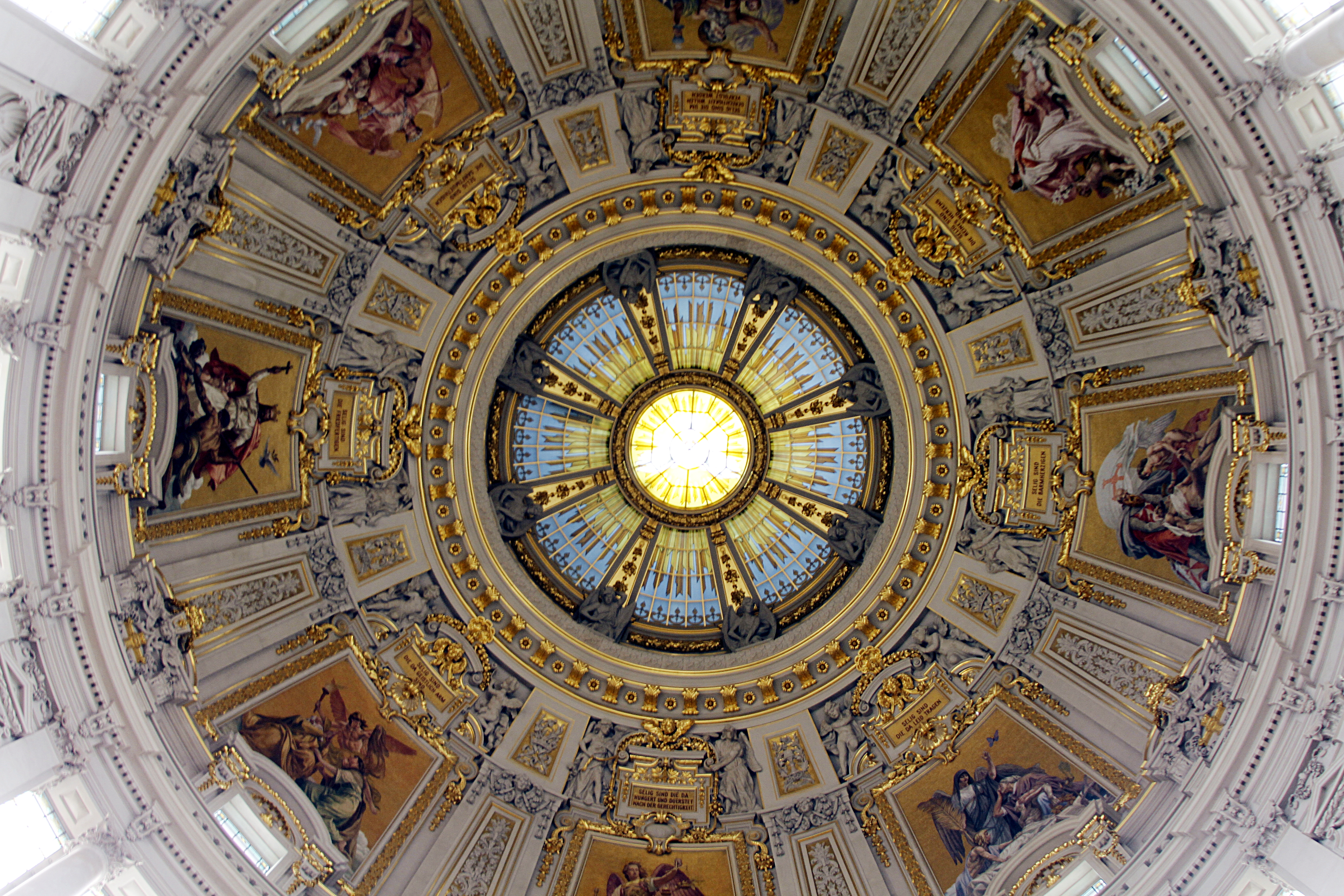

## Ismertebb opaionnal rendelkező épületek
- Róma, Pantheon
- Madrid, Prado
- Berlin, Dóm